# Carl and the Passions - "So Tough"
Carl and the Passions - "So Tough" es el décimo octavo álbum de estudio por The Beach Boys editado en la primavera de 1972. El título del álbum en sí fue una referencia a uno de los primeros nombres que tuvo la banda. Fue el primer álbum lanzado bajo un nuevo acuerdo con Warner Bros, que permitió a la empresa distribuir todos los futuros productos de la banda, interna o externamente.
En Estados Unidos originalmente se editó como un álbum doble, incluyendo al álbum de estudio Pet Sounds de 1966, en un disco extra. Se ha especulado que Carl and the Passions - "So Tough" se iba a editar como un álbum solo, y que se le había asignado el número de catálogo MS 2090 por Warner/Reprise, para la edición como un solo álbum. Carl and the Passions - "So Tough" fue lanzado como un disco solo independiente en Europa por Reprise Records. En la etiqueta del disco correspondiente a Pet Sounds aparecía que el álbum estaba en estéreo, no obstante, debajo de la lista de canciones apareció la siguiente leyenda: "This recording is pressed in monophonic sound, the way Brian cut it" (español: "Esta grabación se imprimió con sonido monofónico, tal como Brian lo edito en su momento").
En este álbum además de las contribuciones de Carl Wilson también hay dos canciones de Brian Wilson, además hizo coros en "Cuddle Up", "He Come Down" y "Marcella". Precisamente la canción "Marcella" es una versión renovada de "All Dressed up for School", escrita por Mike Love y Brian Wilson en 1964.

## Historia
Por el choque de estilo Carl and the Passions - "So Tough" ha encontrado una respuesta menos entusiasta luego de su lanzamiento llegando solo al puesto n.º 50 en los Estados Unidos y n.º 25 en el Reino Unido. Aunque todavía no está considerado como uno de los mejores álbumes del grupo, el paso del tiempo ha puesto a Carl and the Passions - "So Tough" de pie en la crítica de una manera considerable.
La primera parte del nombre del álbum es en referencia a uno de los primeros nombres que tuvo The Beach Boys, con el cual grabaron las canciones "Samoa", "Lone Survivor", "Barbie" y "What is a Young Girl" en el estudio de Hite Morgan.

### Los nuevos integrantes
En 1971 Carl Wilson -quien se desempeñaba como el productor- decidió renovar la estructura de The Beach Boys mediante la contratación del tercer guitarrista Blondie Chaplin, cuyo soul que estuvo cantando trajo un fuerte R&B que se imprimió en el sonido de la banda algo jamás pensado hasta el momento. Junto a él fue el baterista Ricky Fataar después de que Dennis Wilson sufriera un accidente en su mano. Estos músicos sudafricanos habían sido descubiertos por Carl en 1969 mientras estaban tocando en una banda llamada The Flame en Londres.

### La salida de Bruce Johnston del conjunto
Poco después de que las sesiones para el álbum terminaran Bruce Johnston tuvo una pelea con el mánager Jack Rieley, y se fue de la banda o posiblemente fue despedido. Su principal contribución fue una primera versión de "Endless Harmony", titulada "Ten Years of Harmony" fue regrabada y publicada en Keepin' the Summer Alive de 1980. Johnston confirmó recientemente que su desempeño en el álbum solo fue como cantante de fondo en "Marcella". 
Johnston dejó la banda porque pensó que la propuesta de Rieley de hacer hard rock era poco entusiasta, también pensaba que la disminución de la participación de Brian Wilson daría como resultado una disminución de la calidad artística. Sin embargo Rieley afirma que él despidió a Johnston por dos razones: en primer lugar, para impedir la votación en los procesos democráticos del grupo y en segundo lugar, supuestamente debido a la falta de respeto y desprecio que Johnston estaría mostrando al mayor de los Wilson.

### La situación de Brian Wilson
Brian Wilson apenas contribuyó en las sesiones del álbum distraído por sus demonios personales y varios proyectos paralelos extraños. Estos incluyen la producción del álbum debut de una reunión entre The Honeys (incluyendo a su esposa y cuñada) con Tandyn Almer. Se sabe que el demo fue rechazado por A & M Records porque Almer era considerado un "agitador". Los ejecutivos tampoco sabían quién era el cantante principal de la banda, se sorprendieron mucho al enterarse de que este era el propio Brian Wilson. Pero además los ejecutivos estaban enfadados por la decisión de usar a Wilson, su locura representaría un peligro para ellos, en el caso de que saliera a la luz.
Las contribuciones de Brian Wilson se centraron en la redacción de dos canciones y cantando coros en "Cuddle Up", "He Come Down", "Marcella" y al parecer también en "You Need A Mess Of Help To Stand Alone", este último acreditado a Wilson y Rieley. "Marcela" era una canción basada en una masajista conocida por Wilson. A su vez esta canción es una nueva versión de una pista desechada de las sesiones de The Beach Boys Today!, llamada "All Dressed Up For School". Esta canción fue regrabada por primera vez durante las sesiones de Sunflower como "I Just Got My Pay". La canción ha evolucionado de tal manera que en el fondo las canciones "Marcella" y "All Dressed Up For School" son similares, pero las similitudes entre las melodías de las canciones son muy distantes.

## Repercusión
Poco después de su lanzamiento oficial, conformó el segundo disco de un álbum doble Carl and the Passions - "So Tough"/Pet Sounds, pero con la portada del nuevo álbum. En este momento hubo un cambio de integrantes y por ello un gran cambio de sonido en el grupo, teniendo en cuenta que este es el álbum con un sonido más adverso al sonido clásico que tenía el grupo, con la inclusión de géneros como el soul y blues. Debido a su lanzamiento con Pet Sounds, este nuevo álbum pareció una decepción en el momento de su lanzamiento. Aunque hoy en día sea considerado un gran álbum por The Beach Boys.

## Influencias
La banda inglesa Saint Etienne utilizó el título So Tough para su álbum de 1993, como un homenaje a The Beach Boys. Del mismo modo también llamaron a su compilación del mismo año You Need a Mess of Help to Stand Alone, basado también en la canción de The Beach Boys.
En declaraciones sobre el álbum Carl and the Passions - "So Tough", Elton John dijo: 

[...] Yo soy un gran fan de The Beach Boys. Ellos han sido y siguen siendo una influencia importante para mí. Este álbum [Carl and the Passions - "So Tough"] está lejos del Pet Sounds, pero tiene momentos de genialidad impresionante, como también de experimentación. Cuando salió publicado este disco, me acuerdo que diferente y fresco sonaba. Aún hoy en día suena todavía así.
Elton John, 2000.

## Interpretaciones en vivo
Siete de las ocho canciones del álbum han sido interpretadas en vivo por The Beach Boys. Sin embargo, la mayoría de estas interpretaciones sólo se realizaron después de la publicación del álbum y ninguna se convirtió en una pista recurrente en sus conciertos. Las canciones del álbum que se han tocado en directo incluyen "You Need a Mess of Help to Stand Alone", "Hold On Dear Brother", "Cuddle Up", "Here She Comes", "He Come Down", "Marcella", y "All This is That". Las dos últimas han sido los temas que más a menudo se han tocado.

## Lista de canciones
| Lado A |                                                                     |                                          |          |  |
| N.º    | Título                                                              | Vocalista principal                      | Duración |  |
| 1.     | «You Need a Mess of Help to Stand Alone» (Brian Wilson/Jack Rieley) | Carl Wilson                              | 3:31     |  |
| 2.     | «Here She Comes» (Ricky Fataar/Blondie Chaplin)                     | Ricky Fataar/Blondie Chaplin             | 5:12     |  |
| 3.     | «He Come Down» (Al Jardine/Brian Wilson/Mike Love)                  | Mike Love/Chaplin/Al Jardine/Carl Wilson | 4:42     |  |
| 4.     | «Marcella» (Brian Wilson/Tandyn Almer/Rieley)                       | Carl Wilson/Love                         | 3:57     |  |

| Lado B |                                               |                          |          |  |
| N.º    | Título                                        | Vocalista principal      | Duración |  |
| 1.     | «Hold On Dear Brother» (Fataar/Chaplin)       | Chaplin                  | 4:48     |  |
| 2.     | «Make It Good» (Dennis Wilson/Daryl Dragon)   | Dennis Wilson            | 2:39     |  |
| 3.     | «All This Is That» (Jardine/Carl Wilson/Love) | Carl Wilson/Jardine/Love | 4:03     |  |
| 4.     | «Cuddle Up» (Dennis Wilson/Dragon)            | Dennis Wilson            | 5:30     |  |

## Créditos
The Beach Boys
- Blondie Chaplin – guitarra, bajo y voz
- Ricky Fataar – batería y voz
- Alan Jardine – vocal
- Mike Love – vocal
- Brian Wilson – teclados y voz
- Carl Wilson – bajo, guitarra, teclados y vocal
- Dennis Wilson – teclados y vocal

Otros
- Stephen Moffitt – Ingeniero
- Ed Thrasher – Director de arte